# Turdus bewsheri
El zorzal de las Comores (Turdus bewsheri) es una especie de ave paseriforme de la familia de los túrdidos. Se distribuye en Comoras y Mayotte. Su hábitat natural son los bosques húmedos de tierras bajas.